# José Augusto Homem de Noronha
José Augusto Homem de Noronha (Topo, ilha de São Jorge, 6 de Agosto de 1824 - Topo, ilha de São Jorge, 8 de Março de 1893) foi um político português partidário da monarquia na ilha de São Jorge. Era descendente da antiga aristocracia da ilha.

## Biografia
foi um militar do exército português e prestou serviço no exército português Regimento de Guarnição nº 1, aquartelado na Fortaleza de São João Baptista, no Monte Brasil, junto à cidade de Angra do Heroísmo.
Foi um latifundiário e um dos maiores detentores de terras da ilha de São Jorge, particularmente com antigo concelho do Topo já extinto e também no próximo concelho da Calheta.

## Relações Familiares
Foi filho de Tiago Homem da Costa Noronha e de D. Rosa Vicência de Simas.
Casou com D. Maria Josefa da Silveira Moniz (Ribeira Seca, São Jorge, 26 de Outubro de 1827 - Ribeira Seca, Julho de 1915), filha de Miguel António da Silveira Sousa (26 de Dezembro de 1773 - 7 de Abril de 1856 e de Maria da Luz Borges Moniz (5 de Janeiro de 1786 - 27 de Janeiro de 1866), de quem teve quatro filhos:
1. António Homem de Noronha (Ribeira Seca, Calheta, ilha de São Jorge  6 de Agosto de 1824 - 8 de Março 1893) casado em 24 de Março de 1886 com D. Mariana Clementina de Noronha (Ribeira Seca, Calheta, ilha de São Jorge 1864 - ?)
2. José Acácio da Silveira Moniz do Canto e Noronha Ponce de Leon (Ribeira Seca, Calheta, ilha de São Jorge 1893 - ?), casado com D. Maria Doroteia da Silveira Noronha (1890 - ?).
3. Miguel António da Silveira Noronha (Ribeira Seca, Calheta, ilha de São Jorge 1848 - ?) casau em 13 de Novembro de 1899 com D. Mariana Emília do Nascimento (Ribeira Seca, Calheta, ilha de São Jorge, 1849  - ?).
4. Francisco Moniz da Silveira Noronha (Ribeira Seca, Calheta, ilha de São Jorge, 23 de Maio de 1868 -?)